# Mario Kart 8
Mario Kart 8 er et kart-racerspil og det ottende i Mario Kart-serien, udviklet og udgivet af Nintendo til Wii U. Spillet blev først annonceret på E3 2013 og udgivet internationalt maj 2014.
I lighed med andre Mario Kart-spil, handler Mario Kart 8 om at køre om kap mod figurer fra Mario-serien. Spilleren deltager i kartracer på forskellige kørebaner, og kan bruge specielle genstande for at forhindre modstandere eller få en række forskellige fordele under kapløbet. Mario Kart 8 introducerer tyngdekraftsektioner, der giver spillere mulighed for at køre på vægge eller tag. Spillet indeholder flere singleplayer- og multiplayer-spiltilstande.
Mario Kart 8 var en kritisk og kommerciel succes ved udgivelsen, og er det bedst sælgende Wii U-spil, med over otte millioner kopier solgt verden over. Efter lanceringen fortsatte spillet at modtage støtte i form af opdateringer og downloadbart indhold, herunder yderligere figurer, køretøjer og -baner og støtte for Nintendos Amiibo-figurer. 
En forbedret udgave af spillet til Nintendo Switch, der hedder Mario Kart 8 Deluxe, blev udgivet internationalt april 2017. Det var både en kritisk og kommerciel succes og solgte over 15 millioner kopier verden over inden udgangen af 2018.

## Ekstern henvisning
- Officiel hjemmeside